# Сретенский район
О местности в Москве в районе Сретенского монастыря см. Улица Сретенка, Сретенский бульвар, Площадь Сретенские Ворота
Сре́тенский район —  административно-территориальная единица (район) и муниципальное образование (муниципальный район) в Забайкальском крае Российской Федерации.
Административный центр — город Сретенск.

## География
Район расположен в центральной части Забайкальского края. Для рельефа района характерно дугообразное расположение основных хребтов — Борщовочного, Шилкинского, разделённых долиной реки Шилка. Долины рек узкие, с крутыми склонами. Самые низкие отметки приурочены к долине Шилки, где сосредоточены пахотные угодья. Имеются: Карымские месторождения рудного и россыпного золота, Кур-Куринское проявление горного хрусталя, Ларгинское месторождение магнезита, Россыпистая падь — проявление цветных камней, Слюдянское проявление цветных камней, Смородинное проявление цветных камней, Стеклянка — проявление дымчатого кварца и другие месторождения.
Климат резко континентальный, со средними температурами в июле +16 ÷ +18 °C (максимальная +37 °C). Зима холодная, средняя температура в январе −24 ÷ −28 °C (абс. минимум −54 °C). Количество осадков не превышает 350—400 мм/год. Высота снежного покрова 12-14 см, местами 20 см и более. Вегетационный период 120—150 дней. Наиболее крупная река — Шилка с притоками. В отдельные годы реки перемерзают. Распространены почвы горные мерзлотно-таёжные дерновые и типичные. По долинам рек чернозёмы горные бескарбонатные или малокарбонатные глубокопромерзающие и мерзлотные лугово-чернозёмные тяжелосуглинистые. Господствует лиственничная тайга с подлеском из берёзы и рододендрона даурского. На речных террасах встречаются сосновые леса. В долине Шилки вострецовые степи. Изредка произрастает берёза даурская.

## История
Район образован 26 января 1926 года в составе Сретенского округа Дальневосточного края. 10 июля 1959 года к нему была присоединена часть территории упразднённого Усть-Карского района.

## Население
| 2002    | 2007    | 2009    | 2010    | 2011    | 2012    | 2013    | 2014    | 2015    |
| ------- | ------- | ------- | ------- | ------- | ------- | ------- | ------- | ------- |
| 27 524  | ↘27 000 | ↘26 957 | ↘23 311 | ↘23 224 | ↘23 047 | ↘22 721 | ↘22 471 | ↘22 271 |
| 2016    | 2017    | 2018    | 2019    | 2020    | 2021    |         |         |         |
| ↘21 995 | ↘21 793 | ↘21 569 | ↘21 424 | ↘21 103 | ↘18 527 |         |         |         |

### Урбанизация
В городских условиях (город Сретенск, пгт Кокуй и Усть-Карск) проживают  70,28 % населения района.

## Муниципально-территориальное устройство
В муниципальный район входят 14 муниципальных образований, в том числе 3 городских поселения и 11 сельских поселений:
| №        | Муниципальное образование | Административный центр | Количество населённых пунктов | Население (чел.) | Площадь (км²) |
| -------- | ------------------------- | ---------------------- | ----------------------------- | ---------------- | ------------- |
| 1e-06    | Городские поселения       |                        |                               |                  |               |
| 1        | Кокуйское                 | пгт Кокуй              | 3                             | ↘5540            | 603,43        |
| 2        | Сретенское                | город Сретенск         | 2                             | ↘6115            | 44,68         |
| 3        | Усть-Карское              | пгт Усть-Карск         | 1                             | ↘1525            | 45,38         |
| 3.000002 | Сельские поселения        |                        |                               |                  |               |
| 4        | Алиянское                 | село Алия              | 2                             | ↘401             | 191,10        |
| 5        | Ботовское                 | село Большие Боты      | 5                             | ↘354             | 117,60        |
| 6        | Верхне-Куларкинское       | село Верхние Куларки   | 5                             | ↘509             | 151,10        |
| 7        | Верхне-Куэнгинское        | село Верхняя Куэнга    | 3                             | ↘526             | 309,70        |
| 8        | Дунаевское                | село Дунаево           | 4                             | ↘1230            | 170,20        |
| 9        | Молодовское               | село Молодовск         | 3                             | ↘505             | 400,00        |
| 10       | Усть-Наринзорское         | село Усть-Наринзор     | 4                             | ↗530             | 315,50        |
| 11       | Усть-Начинское            | село Усть-Начин        | 1                             | ↘55              | 92,50         |
| 12       | Фирсовское                | село Фирсово           | 5                             | ↘636             | 495,00        |
| 13       | Чикичейское               | село Чикичей           | 4                             | ↘354             | 394,30        |
| 14       | Шилко-Заводское           | село Шилкинский Завод  | 2                             | ↘247             | 134,20        |

## Населённые пункты
В Сретенском районе 44 населённых пункта, в том числе 3 городских (1 город и 2 посёлка городского типа) и 41 сельский:
| №  | Населённый пункт   | Тип              | Население    | Муниципальное образование |
| -- | ------------------ | ---------------- | ------------ | ------------------------- |
| 1  | 3                  | разъезд          | ↘22 (2021)   | Дунаевское                |
| 2  | Адом               | село             | ↘53 (2021)   | Чикичейское               |
| 3  | Алия               | село             | ↘487 (2021)  | Алиянское                 |
| 4  | Аргун              | село             | ↘74 (2021)   | Ботовское                 |
| 5  | Баян               | село             | ↘10 (2021)   | Кокуйское                 |
| 6  | Болотово           | село             | ↘175 (2021)  | Верхне-Куэнгинское        |
| 7  | Большие Боты       | село             | ↘131 (2021)  | Ботовское                 |
| 8  | Бори               | село             | ↘213 (2021)  | Фирсовское                |
| 9  | Верхние Куларки    | село             | ↘322 (2021)  | Верхне-Куларкинское       |
| 10 | Верхняя Куэнга     | село             | ↘390 (2021)  | Верхне-Куэнгинское        |
| 11 | Горбица            | село             | ↘34 (2021)   | Верхне-Куларкинское       |
| 12 | Делюн              | село             | ↘56 (2021)   | Усть-Наринзорское         |
| 13 | Дом Отдыха Чалбучи | населённый пункт | →38 (2021)   | Ботовское                 |
| 14 | Дунаево            | село             | ↘925 (2021)  | Дунаевское                |
| 15 | Ералга             | село             | ↘10 (2021)   | Молодовское               |
| 16 | Кокертай           | село             | ↘2 (2021)    | Усть-Наринзорское         |
| 17 | Кокуй              | пгт              | ↘5402 (2021) | Кокуйское                 |
| 18 | Кудея              | село             | ↘115 (2021)  | Фирсовское                |
| 19 | Кулан              | село             | ↘89 (2021)   | Чикичейское               |
| 20 | Ломы               | село             | ↘311 (2021)  | Молодовское               |
| 21 | Лужанки            | село             | ↘30 (2021)   | Верхне-Куларкинское       |
| 22 | Мангидай           | село             | ↘122 (2021)  | Ботовское                 |
| 23 | Молодовск          | село             | ↘217 (2021)  | Молодовское               |
| 24 | Моргул             | село             | ↘22 (2021)   | Сретенское                |
| 25 | Мыгжа              | село             | ↘7 (2021)    | Чикичейское               |
| 26 | Наринзор           | село             | 5 (2021)     | Усть-Наринзорское         |
| 27 | Нижние Куларки     | село             | ↘131 (2021)  | Верхне-Куларкинское       |
| 28 | Нижняя Алия        | село             | 0 (2021)     | Алиянское                 |
| 29 | Нижняя Куэнга      | село             | ↘394 (2021)  | Дунаевское                |
| 30 | Сретенск           | город            | ↘6093 (2021) | Сретенское                |
| 31 | Старолончаково     | село             | ↘128 (2021)  | Шилко-Заводское           |
| 32 | Уктыча             | село             | ↘37 (2021)   | Фирсовское                |
| 33 | Усть-Карск         | пгт              | ↘1525 (2021) | Усть-Карское              |
| 34 | Усть-Курлыч        | село             | ↘131 (2021)  | Кокуйское                 |
| 35 | Усть-Наринзор      | село             | ↘462 (2021)  | Усть-Наринзорское         |
| 36 | Усть-Начин         | село             | ↘55 (2021)   | Усть-Начинское            |
| 37 | Усть-Чёрная        | село             | ↘16 (2021)   | Верхне-Куларкинское       |
| 38 | Фирсово            | село             | ↘349 (2021)  | Фирсовское                |
| 39 | Фирсово 1-е        | село             | 3 (2021)     | Фирсовское                |
| 40 | Чалбучи            | село             | ↘16 (2021)   | Ботовское                 |
| 41 | Чикичей            | село             | ↘213 (2021)  | Чикичейское               |
| 42 | Шапка              | разъезд          | ↘12 (2021)   | Верхне-Куэнгинское        |
| 43 | Шеметово           | село             | ↘35 (2021)   | Дунаевское                |
| 44 | Шилкинский Завод   | село             | ↘193 (2021)  | Шилко-Заводское           |

Законом Забайкальского края от 25 декабря 2013 года было принято решение образовать новые сёла: Нижняя Алия, Наринзор, Фирсово 1-е путём выделения из сёл Алия, Усть-Наринзор и Фирсово соответственно. На федеральном уровне им были присвоены наименования Распоряжениями Правительства Российской Федерации: от 13 мая 2015 года № 860-Р  — сёлам Нижняя Алия и Фирсово 1-е, от 1 марта 2016 года N 350-р — селу Наринзор.

## Экономика
Основой экономического развития района являлась судостроительная промышленность, представленная Сретенским судостроительным заводом. В дореформенные годы завод выпускал рыболовные траулеры, пограничные катера и т. п., на начало XXI века специализировался на сборке небольших партий рыболовных судов меньшего класса, производил мебель. Добычу золота ведут ОАО «Прииск Усть-Кара», ТОО «Артель Южная» и ООО «Артель Восточная». Действует Сретенский лесхоз и Сретенский сельский лесхоз. Сельхозпроизводство ведут: колхозы «Забайкалец» (село Верхняя Куэнга), «Сибирь» (село Нижняя Куэнга), «Боты» (село Большие Боты), ПСК «Ломовской» (село Ломы) и другие.

## Образование и культура
В 2002 году функционировали 22 дневных общеобразовательных учреждения, 31 библиотека, 35 клубов, Сретенский педагогический колледж им. Ф. В. Гладкова, Музей краеведческий Сретенский районный, 3 больницы, в том числе Сретенская районная больница, 33 фельдшерско-акушерских пункта. Действует Святого Георгия церковь. Издаётся еженедельная районная газета «Советское Забайкалье», которая в 2008 году отметила своё 82-летие.

## Археология и палеогенетика
В пади Подгорной найдены энеолитическая стоянка «Подгорная» (конец III — начало II тыс. до н. э.) и средневековый могильник «Подгорная» бурхотуйской культуры железного века (VI—IX века) с плоскодонными сосудами, в пади Известковой — два разновременных могильника. Могильник «Ивестковая-1» дислоцирован на левой стороне одноимённого распадка в 800 м от приустьевой части реки Куэнга. В обоих поздненеолитических погребениях люди похоронены в сидячем положении и сильно засыпаны охрой. В погребении 1 бурхотуйской культуры могильника «Ивестковая-2» зафиксировано трупоположение с ориентацией по северо-западному сектору. В ногах у покойного найден плоскодонный сосуд. В погребении 2 эпохи бронзового века (VII—III века до н. э.) зафиксировано трупоположение с ориентацией по восточному сектору. У мужчины brn008 из неолитического погребения 1 могильника «Ивестковая-1» (7461—7324 л. н.) определена Y-хромосомная гаплогруппа N1a1>N-L708* и митохондриальная гаплогруппа D4ak. У образца brn003 (6640—6469 л. н.) определили Y-хромосомную гаплогруппу N1a1>N-M2126* и митохондриальную гаплогруппу D4*.